# 177-й окремий полк морської піхоти (РФ)
177-й окремий гвардійський полк морської піхоти (177 ОПМП, в/ч 87852) — тактичне формування Берегових військ ВМФ Російської Федерації.

## Історія
Попередником полку є 414-й окремий батальйон морської піхоти, створений у серпні 1999 року. Батальйон створювався з урахуванням підрозділів різних флотів під час Дагестанської війни. Надалі морпіхи діяли біля Чечні.
Під час громадянської війни в Сирії обмежений контингент каспійського батальйону морської піхоти з 23 лютого 2016 займався охороною аеропорту Хмеймім.
177-й полк морської піхоти сформовано 26 листопада 2018 року у м. Каспійськ Республіки Дагестан. З 1 грудня 2018 року новий полк морської піхоти розпочав планове навчання та виконання завдань із призначення.
Під час повномасштабного вторгнення в Україну навесні 2023 року полк діяв у Запорізькій області.

## Склад
- Управління
- 1-й батальйон морської піхоти
  - управління
  - 1-а рота морської піхоти
  - 2-а рота морської піхоти
  - десантно-штурмова рота
  - стрілковий взвод (снайперів)
  - протитанковий взвод
  - гранатометний взвод
  - мінометна батарея
  - взвод зв'язку
  - взвод забезпечення
  - медичний взвод
- 2-й батальйон морської піхоти
- 3-й батальйон морської піхоти
- Гаубичний артилерійський дивізіон
- Реактивна артилерійська батарея
- Зенітна ракетна батарея
- батарея ПТУР
- рота управління
- Розвідувальна десантна рота
  - 1-й розвідувальний взвод
  - 2-й розвідувальний взвод
  - Відділення БЛА ближньої дії
  - Розрахунок БЛА (Орлан-10)
- інженерно-десантна рота
  - взвод десантно-висадкових засобів
  - інженерно-саперний взвод
  - інженерно-технічний взвод
  - відділення інженерної розвідки
- рота матеріального забезпечення
- Ремонтна рота
- медична рота
- взвод радіоперешкод (РБ-331Б)
- взвод управління (начальника артилерії)
- взвод РХБЗ
- взвод військової поліції
- полігон[4].

## Втрати
З відкритих джерел відомо про щонайменш 29 вбитих бійців полку под час російсько-української війни: